# Paradisier de Jobi
Manucodia jobiensis
Espèce
Statut de conservation UICN

 LC  : Préoccupation mineure
Statut CITES
Le Paradisier de Jobi (Manucodia jobiensis) est une espèce d'oiseaux de la famille des Paradisaeidae vivant dans le Nord-Est de la Nouvelle-Guinée, plus particulièrement sur l'île de Jobi.

## Systématique
L'espèce Manucodia jobiensis a été décrite pour la première fois en 1876 par l'ornithologue italien Tommaso Salvadori,.

## Distribution
Cette espèce est sporadique à travers la Nouvelle-Guinée et dans quelques îles satellites.

## Habitat
Ce paradisier est répandu sur l'île de Yapen, ainsi que dans d'autres îles environnantes de la baie de Cenderawasih, ainsi que dans les contreforts côtiers et nord de la Nouvelle-Guinée, à peu près entre Nabire et Madang, et dans certaines régions du sud de la péninsule de Doberai.
L'habitat de cette espèce est représenté par des zones densément boisées de forêt tropicale jusqu'à 750 m au-dessus du niveau de la mer, tandis qu'à de plus grandes hauteurs, il est remplacé par son congénère, le Paradisier vert.

## Étymologie
Son épithète spécifique, composée de jobi et du suffixe latin -ensis, « qui vit dans, qui habite », lui a été donnée en référence au lieu de sa découverte, l'île de Jobi qui porte désormais le nom de Yapen.

## Publication originale
- (it) Tommaso Salvadori, « Descrizione di cinquantotto nuove specie di uccelli, ed osservazioni intorno ad altre poco note, della Nuova Guinea e di altre Isole Papuane, raccolte dal Dr Odoardo Beccari e dai cacciatori del Sig. A. A. Bruijn », Annali del Museo Civico di Storia Naturale di Genova, Gênes, Tipographia del R. Istituto Sordo-Muti, vol. 7,‎ 1875, p. 896-976 (ISSN 1122-6447, OCLC 10489012, lire en ligne).